# بنتن کراسینگ (کالیفرنیا)
بنتن کراسینگ (به انگلیسی: Benton Crossing) یک منطقهٔ مسکونی در ایالات متحده آمریکا است که در شهرستان مونو، کالیفرنیا واقع شده‌است. بنتن کراسینگ ۲٬۰۸۱ متر بالاتر از سطح دریا واقع شده‌است.